# Asociación Mujeres del 36
La Asociación Mujeres del 36 fue una asociación creada en 1997 por un grupo de mujeres supervivientes de la guerra civil española. El objetivo de la asociación era dar a conocer a la sociedad, especialmente a las nuevas generaciones, un período de la historia a través de la visión de unas mujeres que defendieron la libertad y la democracia y que vivieron la guerra civil en el frente o en la retaguardia, que sufrieron el internamiento en campos de concentración o en prisiones o que fueron represaliadas durante el franquismo por su lucha en la clandestinidad. La asociación se disolvió en el 2007 porque la mayoría de sus integrantes habían superado ya los noventa años.

## Antecedentes, fundación y Premio Maria Aurèlia Capmany
En 1996, Llum Ventura, que entonces era consejera del Distrito de Ciudad Vieja del Ayuntamiento de Barcelona, tuvo conocimiento de un homenaje a las mujeres que habían participado en la guerra civil que se organizaba en la Librería de Mujeres de Madrid. Pensó que en Barcelona también había que hacerlo y pronto entró en contacto con algunas de ellas, desconocidas, pero de las que era importante que se conocieran sus vivencias porque formaban parte de la memoria histórica. Así conoció sus experiencias en el frente, en la clandestinidad, en el exilio, en las prisiones, etc. Ese mismo año, en la celebración del vigésimo aniversario de las Primeras Jornadas Feministas, se leyó públicamente el testimonio de algunas de esas mujeres.
En 1997, el Premio Maria Aurèlia Capmany, que otorga el Ayuntamiento de Barcelona cada 8 de marzo, fue destinado a premiar un proyecto llevado a cabo por mujeres mayores. Varias mujeres constituyeron la Asociación Mujeres del 36 y presentaron un proyecto de recuperación y transmisión de la memoria de las mujeres que vivieron la guerra, defendieron la libertad y la democracia y, en muchos casos, lo pagaron con el exilio o la cárcel. La portavoz del colectivo fue Enriqueta Gallinat, que presentó y defendió el proyecto en el Salón des Cent del Ayuntamiento de Barcelona. Querían contar de viva voz lo que habían vivido durante la guerra y la dictadura y querían reivindicar también el papel de las mujeres en la lucha por la democracia. Gallinat describió así el proyecto: «Somos mujeres mayores, rondamos los ochenta, la vida se nos escapa y antes de partir hacia la nada, queremos dejar nuestro testimonio en vídeos, escritos, conferencias en escuelas y asociaciones para que quede constancia del papel activo que, desde distintos ámbitos, desarrollaron las mujeres de nuestro país».
El proyecto recibió el premio del jurado y también el del público. Un año más tarde, de acuerdo con las normas del premio, presentaron un resumen de las tareas llevadas a cabo desde la concesión del premio. María Salvo fue quien mostró el balance: "En este año hemos mantenido encuentros con jóvenes estudiantes de Instituto, hemos participado en Mesas Redondas en diferentes Centros Cívicos, se nos han hecho entrevistas en la radio, televisión, prensa, pudiendo estar presentes en estos medios de comunicación. También cabe destacar la exposición durante el mes de febrero en la Sala Montserrat Roig del Centro Cívico Pati Llimona y la elaboración de un vídeo con nuestros testimonios."

## Integrantes de Mujeres del 36
Las mujeres que fundaron la Asociación fueron ocho: Victoria Carrasco Peñalver (1917-2003), Carme Casas Godessart (1921-2013), Rosa Cremón Parra (1914-2005), Trinidad Gallego Prieto (1913-2011), Enriqueta Gallinat y Román (1909-2006), Concha Pérez Collado (1915-2014), Manuela Rodríguez Lázaro (1917-2009) y Maria Salvo Iborra (1920-2020). Unos meses más tarde, otras cuatro mujeres se incorporaron a la Asociación: Emérita Arbonés Sarrias (1920-2015), Laia Berenguer Puget (1920-2011), Josefina Piquet Ibáñez (1934-2013) y Victoria Santamaria Palacios (1921- 2011).

## Disolución y balance de la Asociación Les Dones del 36
A finales de 2006 decidieron disolver la asociación por la avanzada edad de sus integrantes. Esta disolución fue hecha en 2007. La última actividad que llevaron a cabo fue la publicación del libro Les Dones del 36. Un silencio convertido en palabra · 1997-2006, en el que se refleja la historia del proyecto, las biografías de las mujeres que han participado y una memoria de las actividades llevadas a cabo. Algunas de ellas expresaron su deseo de seguir haciendo encuentros para dar su testimonio, pero a título personal.
De 1997 a 2004, las Mujeres del 36 realizaron 179 charlas en colegios e institutos, 35 en universidades, 142 intervenciones en mesas redondas y actos públicos, centros culturales, asociaciones, etc. Concedieron 185 entrevistas personales a periodistas, historiadores, escritores, estudiantes, etc. De 1997 a 2005 participaron en 35 programas de radio, 16 de televisión y 16 documentales de televisión. Además dieron su testimonio para 29 libros y para artículos de prensa.

## Fondo oral Mujeres del 36
El Archivo Histórico de la Ciudad de Barcelona conserva el fondo oral Mujeres del 36, con entrevistas registradas en 1997 a las ocho mujeres fundadoras de la Asociación y a Pilar Santiago Bilbao (1914-1998), maestra y miembro del Partido Obrero de Unificación Marxista (POUM), conocida también como Pilar Trueta, por el apellido de su marido, Rafael Trueta. El testimonio fue recogido el año 1997 y donado al AHCB un año más tarde. Las entrevistas, que se encuentran transcritas y digitalizadas, fueron realizadas por la historiadora Mercedes Vilanova y la antropóloga Mercedes Fernández-Martorell.

## Reconocimientos
La Asociación Mujeres del 36, como colectivo y sus integrantes de forma individual, han recibido numerosos reconocimientos por su labor de recuperación de la memoria histórica de las mujeres durante la guerra civil y el franquismo. Entre otros, el homenaje que les rindió el Ayuntamiento de Barcelona en 2004, la Medalla de Honor de Barcelona en 2006 y el homenaje por parte de la Generalidad de Cataluña en mayo de 2007.
En el barrio de Gràcia, de Barcelona, en 2009 se inauguró la plaza de les Dones del 36.
En Gavá (Bajo Llobregat), una biblioteca lleva su nombre: Biblioteca Dones del 36. Está especializada en literatura y ensayo sobre mujeres, feminismo y análisis social.